# Helina flavifipennis
Helina flavifipennis este o specie de muște din genul Helina, familia Muscidae. A fost descrisă pentru prima dată de Stein în anul 1904. Conform Catalogue of Life specia Helina flavifipennis nu are subspecii cunoscute.